# اچ‌دی ۴۶۲۸
اچ‌دی ۴۶۲۸ یا گلیز ۳۳ یک ستاره است که در صورت فلکی ماهی قرار دارد.